# بیلی مک‌دیویت
بیلی مک‌دیویت (انگلیسی: Billy McDevitt؛ زادهٔ ۵ ژانویهٔ ۱۸۹۸) بازیکن فوتبال است.
از باشگاه‌هایی که در آن بازی کرده‌است می‌توان به باشگاه فوتبال سوانزی سیتی و باشگاه فوتبال لیورپول اشاره کرد.